# Juguetero (DC Comics)
El Juguetero (en inglés: Toymaker) es el nombre de tres supervillanos ficticios y un superhéroe adolescente que aparecen en los cómics publicados por DC Comics, principalmente como adversarios de Superman.
La encarnación más conocida del Juguetero fue Winslow Schott, un criminal que utiliza juguetes basados en dispositivos o trucos y juguetes con temas en sus diversos delitos. El Juguetero hizo apariciones frecuentes en los cómics de la Edad de Oro, pero ha aparecido con poca frecuencia en las historias de Superman desde entonces.
El Juguetero apareció en acción real por Chris Gauthier en la serie de televisión Smallville. Henry Czerny apareció en la serie de televisión Supergirl que tuvo un hijo llamado Winslow Schott Jr. o Winn interpretado por Jeremy Jordan. Eventualmente usó el nombre del Juguetero como parte de la Legión de Super-Héroes. Jordan también jugó una versión terrestre alternativa del Juguetero.

## Historial de publicaciones
La versión de Winslow Schott del Juguetero apareció por primera vez en Action Comics # 64 (septiembre de 1943) y fue creada por Don Cameron y Ed Dobrotka.
La versión de Jack Nimball del Juguetero apareció por primera vez en Action Comics # 432 y fue creada por Cary Bates y Curt Swan.
La versión de Hiro Okamura del Juguetero apareció por primera vez en Superman Vol. 2 # 127 y fue creado por Jeph Loeb y Ed McGuinness.

## Biografía del personaje ficticio

### Winslow Schott
El Juguetero apareció por primera vez en 1943 y apareció en varias historias de Golden Age Superman. Schott apareció con menos frecuencia en los cómics publicados después de principios de la década de 1950, pero siguió siendo un enemigo semi-regular durante las décadas de 1960, 1970 y 1980.
Aunque al principio era más una molestia, El Juguetero gradualmente se volvió más emocionalmente inestable y paranoico con el tiempo, y sus juguetes siguieron su ejemplo y se volvieron mucho más peligrosos. Aunque Winslow Schott en su personaje civil era una persona bastante dulce, humilde y peculiar (aunque socialmente retraída), como El Juguetero se convirtió en un megalómano destructivo e infantil. Durante la década de los 70, Winslow se retiró efectivamente del crimen, pero mantuvo el contacto con Superman e incluso ayudó a derrotar a Jack Nimball, quien consideró manchado el legado del Juguetero.
Este retiro resultó ser trágicamente corto, ya que no mucho después de que Winslow exhibiera algunos de sus juguetes (una sugerencia de Superman), toda la exhibición del museo quedó completamente destrozada. Los avistamientos informaron que esto era obra de un hombre con mallas azules que volaba a gran velocidad. Pensando que Superman lo tomó por tonto, Schott juró destruir todo lo que le importaba a Superman para vengar el trabajo de su vida. Finalmente se revela que el verdadero culpable fue Bizarro, en busca del rayo duplicador, pero para entonces ya era demasiado tarde: Schott ya había vuelto a sus costumbres del Juguetero, asesinó a Jack Nimball y al guardia de la puerta del hotel a sangre fría, y construyó un robot gigante para aterrorizar a la ciudad. Poco después de su derrota, recuperó la cordura y recordó lo que había hecho. Derramó lágrimas de pesar mientras lo escoltaban hasta el coche de la policía.
Después de ese incidente, el estado mental de Winslow empeoró aún más, y aunque a menudo hacía varios intentos legítimos para expiar sus pecados, a menudo volvía a caer en la locura.
Después de la miniserie de 1985 Crisis on Infinite Earths y la miniserie Man of Steel de John Byrne, la historia del Juguetero fue revisado, y la versión post-Crisis del personaje apareció por primera vez en Superman (vol. 2) # 13 (enero de 1988). En esta versión, Winslow Schott es un fabricante de juguetes británico desempleado que culpa a Lex Luthor y su empresa, LexCorp, por haber sido despedidos de la empresa de juguetes para la que trabaja. Utiliza su talento para la fabricación de juguetes para buscar venganza, lo que finalmente hace que se cruce con la heroína británica Godiva y, posteriormente, con el mismo Superman. El Juguetero continúa cometiendo varios delitos en Metrópolis, incluido el secuestro de niños.
El Juguetero más tarde se convirtió en una figura mucho más siniestra, afeitándose la cabeza, vistiendo de negro y recibiendo consejos en su cabeza de "Madre". Esto se debió a que le dijeron que una serie de figuras de acción de Superman no lo incluirían, ya que no es lo suficientemente "nervioso". Si bien esto parece comenzar como una pose de lo que él pensaba que la gente esperaba de un villano, rápidamente se convirtió en un verdadero brote psicótico. Mientras estaba en este estado, secuestró y luego asesinó a Adam Morgan, el hijo de la reportera del Daily Planet, Cat Grant. Adam y varios otros niños capturados por el Juguetero intentaron escapar, pero Schott se enteró y apuñaló a Adam hasta la muerte por ser el líder del grupo. Esto hizo que Schott desarrollara un odio hacia los niños, ya que los culpaba por no apreciar sus juguetes. En ese momento, Schott no mostró ningún remordimiento por lo que había hecho. Cuando Cat Grant lo enfrentó más tarde en la prisión, él le dijo cruelmente: "Eras una mala mamá. Me alegro de haber matado a tu hijo".
El Juguetero aparentemente se recuperó más tarde, y Superman le mostró que los niños apreciaban los juguetes pasados de moda, arreglando la libertad condicional en un orfanato; Sin embargo, más tarde se reveló que todo esto era una alucinación causada cuando Zatanna intenta curarlo y, de hecho, había vuelto al secuestro de niños. Apareció después de JLA: Crisis of Conscience, donde Zatanna revela que lo borró la mente. Ella y Superman van tras él. Zatanna está atada y amordazada por él, pero Superman la libera; sin embargo, El Juguetero escapó.
Winslow fue visto en Lex Luthor: Man of Steel como un criminal liberado por el asistente de Lex Luthor, el Sr. Orr, para desplegar a su héroe genéticamente diseñado Hope, pero ella casi mata al villano, hasta que Superman lo salvó. El Juguetero estuvo tan bien como en el especial Crisis infinita: Villanos Unidos preparándose para la fuga de la prisión de Blackgate uniendo el estofado de la cena con Venom y Velocity 9 para aumentar la fuerza, velocidad y agresión de los prisioneros. Desafortunadamente, algunos guardias también se comieron el guiso drogado y lucharon contra los superhéroes que se presentaron para detener a los criminales.
Más tarde fue visto como miembro de la Liga de la Injusticia en el Especial de Bodas de la Liga de la Justicia de América.
La historia del Juguetero fue revisada más tarde en Action Comics # 865, por Geoff Johns y Jesús Merino. Winslow Schott le dice a Jimmy Olsen que era un fabricante de juguetes que vivía con su esposa Mary. Cuando un empresario se ofreció a comprar su tienda para ampliar el número de niños a los que pueden llegar sus juguetes, se negó. Cuando Mary murió en un accidente automovilístico unas semanas después, Schott aceptó la compra. Sin embargo, el empresario mintió y entregó sus planes de juguetes tecnológicamente avanzados a los fabricantes de armas. Schott procedió a bombardear el negocio con un osito de peluche explosivo. Un giro al final de la historia revela que Mary fue solo una de sus primeras creaciones robóticas.
Después de su primer enfrentamiento con Superman, Schott conoció al Bromista por primera vez. El Bromista es un cruel e insensible que comete delitos "porque es divertido". En repetidas ocasiones le pidió a Schott que "formara equipo", pero Schott se negó.
Schott le revela a Jimmy que el Juguetero que mató a Adam Grant fue un robot creado por Schott para reemplazarlo en el caso de que alguna vez fuera encarcelado y que una falla en la programación del robot resultó en el desarrollo de una personalidad (y luego un odio hacia los niños), y que los repetidos intentos de Schott de ponerse en contacto con el robot hicieron que sufriera delirios de "Madre". Esto se confirmó en Superman Secret Files 2009, aunque Jimmy inicialmente expresó dudas de que Schott estuviera diciendo la verdad.
En el especial Speed Force de 1997, la historia de Max Mercury Child's Play, ambientada en la Ciudad de Nueva York del siglo XIX, presentaba a la Schott Toy Company dirigida por Archimedes Schott, un hombre de negocios corrupto que se parece a Winslow. Se desconoce cualquier relación entre ellos.
En la serie Supergirl, mientras se encuentra en Arkham Asylum, El Juguetero recibe la visita de Cat Grant (cuyo hijo Adam fue asesinado) y Supergirl. Cat lo interroga sobre niños que han sido secuestrados con muñecos abandonados. El Juguetero afirma que es inocente y los muñecos robóticos lo atacan. Supergirl lo salva y lo lleva a atención médica. Cuando Cat regresa a casa, se enfrenta a un villano llamado Dollmaker. Se identifica a sí mismo como Anton Schott, lo que implica que de alguna manera está relacionado con el Juguetero. Dollmaker finalmente se revela como el hijo abandonado de Winslow, que ha estado secuestrando niños y utilizando experimentos macabros para convertirlos en esclavos. Él le dice a Cat que quiere que ella se convierta en su nueva madre y que desea servir como reemplazo de su hijo asesinado, pero Cat lo rechaza violentamente. Con su mordaza eliminada temporalmente, Cat puede llamar a Supergirl para pedir ayuda, y las dos pueden derrotar a Dollmaker y liberar a los niños que había esclavizado.

### Jack Nimball
En la década de 1970, un hombre llamado Jack Nimball asume la identidad del segundo Juguetero durante un período en el que Schott se retira de su carrera criminal y apareció por primera vez en Action Comics # 432 (febrero de 1974). Nimball vestía un disfraz de bufón y usaba un modus operandi similar al del Juguetero original. Sin embargo, esta versión del Juguetero resultó ser de corta duración. Schott mató a Nimball con un pájaro de juguete mecánico y reanudó su carrera criminal en Superman # 305 (noviembre de 1976). Las únicas otras apariciones de este Juguetero fueron en Action # 454 y Superman #299.
Nimball aparece como uno de los androides de Schott en Action Comics #865.
La versión del Juguetero que aparece en Challenge of the Super Friends se basó en Nimball.
En 2011, Mattel lanzó una figura de Juguetero de DC Universe Classics de 6 "basada en la versión del personaje de Jack Nimball. Sin embargo, en la parte posterior, el personaje está etiquetado como Winslow Percival Schott.

### Hiro Okamura
Hiro Okamura es un genio mecánico adolescente Japonés que aparece por primera vez como El Juguetero en Superman vol. 2, # 177 (febrero de 2002) por Jeph Loeb y Ed McGuinness. Aparece en Metrópolis en un Súper Robot gigante luchando contra Metallo, afirmando que el cuerpo igualmente gigante del cyborg se basó en material robado a su abuelo.
Más tarde se convierte en un aliado de Superman y Batman. En la serie Superman/Batman, ayuda a los dos a destruir un meteoro de kryptonita que amenaza la Tierra. Llega a un trato con Batman para proporcionarle varios implementos tecnológicos (Superman/Batman # 7). Okamura utiliza dispositivos tecnológicamente más avanzados que los artilugios construidos tradicionalmente que utiliza Schott y su trabajo es en gran parte de naturaleza caprichosa. Muchos de sus inventos están inspirados en el anime y el manga, incluido el mecha gigante (en particular, su robot gigante compuesto Batman-Superman).
Okamura aparece solo unas pocas veces en el cómic de Superman/Batman, y sus actividades se limitan a Japón. Winslow Schott permanece activo como El Juguetero en los Estados Unidos. En la edición conmemorativa de Sam Loeb, Superman/Batman # 26, Okamura finge su propio secuestro a manos de Schott, lo que obliga a Superboy y Robin a buscar en su complejo para salvar su vida. Al darse cuenta de su soledad, Superboy y Robin extienden su amistad al niño. Okamura se une a Robin y los otros Jóvenes Titanes en la Torre de los Titanes para el funeral de Superboy, agarrando una figura de acción de Superboy.
En Superman/Batman # 45, se ofrece a ayudar al dúo en su búsqueda para librar al mundo de la Kryptonita, utilizando nanobots con forma de araña para recolectar moléculas de Kryptonita en el aire. Su oferta se convierte en una necesidad ya que Lana Lang, en un último esfuerzo por deshacerse de los Kryptonianos y mantener a flote LexCorp, convierte un conjunto de cachés de kryptonita en "bombas sucias", que irradian el planeta entero. Hiro viene al rescate, conformándose con una robot-Power Girl para "salir". En cambio, obtiene la cita de sus sueños, una cena en París con la verdadera Karen y el estatus de miembro honorario de la Liga de la Justicia.
Una versión futura de Hiro, aliada con un grupo de Titanes hambrientos de poder, viaja en el tiempo hasta nuestros días para cimentar su base de poder en Teen Titans # 52 (enero de 2008).
Hiro aparece como uno de los androides de Winslow Schott en Action Comics # 865; Dada la naturaleza poco confiable de la narración de Schott, el estado de Hiro como su creación androide es sospechoso.
En The New 52 (un reinicio de 2011 del universo de DC Comics), Hiro Okamura opera como el Maestro Juguete. Él y su amiga Agnes han realizado ingeniería inversa de las obras de Silas Stone y el profesor Emil Hamilton para crear un enorme juego multijugador en línea que coloca a los jugadores con Batman y Superman en la vida real. Cuando se trata del último juego del Maestro juguete, Jimmy Olsen es uno de los jugadores que participará en el juego que implicará el asesinato de Batman. Cuando Batman y Superman rastrean al Maestro Juguete, él le advierte a Batman de su debilidad de ser derrotado en la vida real y al mismo tiempo afirma que su juego de alguna manera ha comenzado a manifestarse en la vida real. Antes de que Batman pueda destruir la consola para terminar el juego, el edificio del Maealstro Juguete fue atacado por Mongul, quien planea hacer que el juego del Maestro Juguete sea real para él. Hiro más tarde aparece como un confidente en su Maestro Juguete Gameshop para un testigo llamado Condesa de la historia de Clark Kent y Lois Lane en HODOR_Root, en la que accede a ayudarlos.

## Poderes y habilidades
El Juguetero no tiene poderes reales, pero poseía una increíble experiencia tecnológica e inventiva, y estaba especializado en robótica, aunque también había demostrado experiencia en armamento biológico. A pesar del motivo infantil que generalmente insiste en incorporar, las creaciones del Juguetero fueron increíblemente sofisticadas y mortales. Además, la mayoría de sus inventos tenían un aspecto inofensivo, o incluso cómico, que provoca dudas o confusión en sus oponentes, a menudo para su pesar.

## Otros personajes llamados Toymaker

### Robot Toymaker
El Juguetero aparece en Metrópolis y se alía con Lex Luthor en Action Comics # 837 (mayo de 2006) como parte del arco de la historia Un año después 'Up, Up, and Away'. Su primera aparición fue escrita por Geoff Johns y Kurt Busiek con arte de Pete Woods.
Su apariencia, inspirada en la encarnación del personaje de Superman: la serie animada, es la de una muñeca del tamaño de un niño. Este Juguetero menciona conocer a Hiro Okamura en Japón y robar uno de sus robots de Superman. Como parte de su trato con Luthor, recibe la información necesaria para encontrar a su creador Winslow Schott a cambio de ayuda en un complot contra Superman.
El Juguetero, rebautizado como El Juguetito, se muestra entre los otros robots de Schott en Action Comics # 865, y aparece como El Juguetito junto a Schott en la serie limitada World's Finest 2009-2010.
En la portada de Justice League of America (vol. 2) # 13, muestra a este androide Juguetero como miembro de Liga de la Injusticia.

### Juguetera
Una versión femenina del Juguetero llamada La Juguetera aparece en Superman # 349 (julio de 1980). La Juguetera es la versión de género invertido de Winslow Schott, el criminal conocido como El Juguetero, creado por Mister Mxyzptlk para servir como enemigo de Superwoman.

### Bizarro Juguetero
Bizarro Juguetero aparece en Action Comics # 856 (noviembre de 2007). Cuando Bizarro III se encontró infundido con la radiación de un sol azul, desarrolló la capacidad de replicarse a sí mismo y de crear otras formas de vida "Bizarro" basadas en la semejanza de personas de la Tierra. Usó este poder para poblar un planetoide en forma de cubo llamado Bizarro World dentro del sistema estelar del sol azul. Uno de los muchos duplicados que creó fue una versión Bizarro del adversario de Superman llamado El Juguetero . Bizarro encarceló al Juguetero dentro de su Fourtriss uv Bizarro junto con varios otros enemigos conocidos.

## Otras versiones

### Los mejores cómics del mundo
Una versión del Juguetero aparece en World's Finest Comics # 167 (junio de 1967). El Juguetero notorio criminal, enemigo de Superman. Trató de iniciar una ola de crímenes en Gotham City, pero Superman, Supergirl y Batman lo detuvieron rápidamente. En su derrota, El Juguetero usó un prototipo de rayo disolvedor molecular en Batman, que lo afectó de la misma manera que la kryptonita dorada afecta a los kryptonianos.

### Titans Tomorrow
Un Hiro mayor aparece en el reality Titans Tomorrow, donde se pone una armadura de batalla manga naranja y azul como parte del Ejército de Titanes.

### ¿Qué le pasó al hombre del mañana?
En la historia, ¿Qué pasó con el hombre del mañana? por Alan Moore, El Juguetero y El Bromista, son manipulados sin saberlo por Mister Mxyzptlk para descubrir la identidad secreta de Superman. Lo logran después de secuestrar a Pete Ross y torturarlo para sacarle la información, y luego matarlo. Después de lograr desenmascarar a Clark Kent frente a Lana Lang y otros ametrallando a él y revelando su disfraz debajo de su ropa, el Bromista y el Juguetero fueron capturados por Superman.

### Tierra-12
En todo el Multiverso. En la Tierra-12, vive un Juguete robótico. Para obtener más información, consulte la sección de otros medios a continuación.

### Smallville
Winslow Schott y Hiro Okamura aparecen en el cómic digital de la temporada 11 de Smallville basado en la serie de televisión, El Juguetero aparece en un cómic de la temporada 11 de Smallville en 2013. En LexCorp R&D, Superman y Lex se ven forzados a ser amistosos mientras Lex analiza el chaleco de teletransportación utilizado por algunos criminales en una situación de rehenes y admite que la tecnología es suya, pero que fue robada durante una serie de robos realizados en Lexcorp y otras empresas, una de las cuales fue frustrada por Green Arrow y Superman. Lex supone que quienquiera que haya creado estos chalecos de teletransportación utilizando toda esa tecnología robada tendría que estar muy familiarizado con las patentes y la codificación patentada de Lexcorp. Esto lleva a Superman a la prisión de la isla de Stryker ya Winslow, que todavía está encarcelado y aparentemente no es un sospechoso, según Warden Draper, ya que ha estado bajo supervisión constante en "hipersolitario". Lois Lane llega a la isla de Stryker para interrogar al Juguetero sobre Bromista. El Juguetero revela que el Bromista es solo una patética imitación de él; trabajaron juntos en el Departamento de Investigación y Desarrollo de Industrias Queen antes de que El Juguetero comenzara a trabajar para Lex. Winslow luego le pregunta a Lois si Lex preguntó por él desde su regreso, lo que lleva a Lois a replicar que el Juguetero debe tener un rango bastante bajo ya que su memoria ha sido eliminada. El Juguetero revela que Oswald no tiene sentido de la habilidad para los juegos y haría trampa siempre que pudiera y le había robado su idea de las balas de Kryptonita. Más tarde se reveló que Schott modificó el corazón de Kryptonita de Corben, dándole a Corben el poder de absorber la radiación de Kryptonita una vez que Schott lo haya reinstalado.

### DC Super Friends
Juguetero / Schott aparece en los cómics de DC Super Friends.

### Tierra-31
En la Tierra-31, El  Guasón se pone en contacto con una versión anciana del Juguetero, a quien nunca se hace referencia como tal, simplemente como Winslow, para que le proporcione juguetes peligrosos, como muñecos explosivos.

### Justice
El Juguetero aparece como parte de la nueva Legión del Mal en la miniserie Justice de Alex Ross. El Juguetero solo se ve en persona en el primer y último número de la serie, se comunica a través de una marioneta de tamaño humano que se asemeja a la versión de Jack Nimball del Juguetero. La marioneta usa un esquema de color negro y amarillo y tiene varias cuerdas conectadas a sus articulaciones que le dan la apariencia de ser operada desde arriba. Ataca a Hawk-Man y Hawkgirl en su museo usando aviones de combate de juguete y una gigantesca Nimball Marionette, haciendo explotar su museo y dejando al dúo por muerto, aunque sobreviven al ataque. Se muestra que la ciudad del Juguetero se asemeja a una casa de diversión y está poblada principalmente por niños y familias. Cuando la Liga de la Justicia asalta el Salón de la Perdición, la Marioneta ataca a la Liga como un todo en lugar de a cualquier objetivo en particular, pero de todos modos es destruida en el ataque. Después del ataque, los juguetes de su ciudad cobran vida y atacan a la Liga de la Justicia. Superman finalmente encuentra a Schott, ahora con obesidad mórbida e infectado con la cibernética de Brainiac. Superman se da cuenta de quel Juguetero había tomado a todos los niños de su ciudad como rehenes y, con una banda de miembros de la Liga de la Justicia, logró salvar a todos los niños antes de que pudieran sufrir algún daño. Schott fue visto recuperándose en una cama de hospital en una pantalla en la Batcave.

## En otros medios

### Televisión

#### Animación
- El Juguetero aparece por primera vez en forma animada en Las nuevas aventuras de Superman. Este Juguetero en particular es el hijo de la versión original de Winslow Schott.
- El Juguetero aparece en la caricatura televisiva Challenge of the Super Friends, con la voz de Frank Welker como un villano recurrente y miembro de la Legión del Mal de Lex Luthor. Este Juguetero se parece a Jack Nimball (como se le llama en los cómics)
  - Se suponía quel Juguetero aparecería en Super Friends: The Legendary Super Powers Show como el villano del episodio "The Case of the Dreadful Dolls", pero fue declarado fuera de los límites y reemplazado por un villano exclusivo conocido como Dollmaker (que no debe confundirse con el villano de Batman del mismo apodo). Sin embargo, en un guiño al Juguetero, la guarida del fabricante de muñecas se encuentra en la fábrica de juguetes de Schott.[33]
- Un Juguetero no relacionado que se parece a Jack Nimball aparece en el episodio llamado "Toymaker" de El Programa de Aventuras y Comedia del Hombre Plástico, con la voz de Alan Oppenheimer. Este está vestido con un disfraz de bufón rojo, verde y amarillo similar a la versión de Jack Nimball, pero tiene una llave de cuerda en la espalda que debe rebobinarse a intervalos regulares para mantenerlo animado.
- Winslow Schott aparece en varios proyectos que tienen lugar en el Universo animado de DC:
  - El Juguetero aparece por primera vez en la serie de la década de 1990 Superman: la serie animada, con la voz de Bud Cort. Esta versión está representada como un hombre loco que usa una máscara siempre sonriente similar a la cabeza de un muñeco, sin la cual nunca se le ve, y armado con armas de juguete, incluida una superbola gigante que puede romper el concreto y una burbuja "ineludible" soplador. En esta continuidad, Winslow Schott Jr. es el hijo de un amable fabricante de juguetes que pasaba sus días en la tienda de su padre viéndolo hacer juguetes. Winslow Schott Sr. soñaba con construir una fábrica de juguetes, pero la falta de capital lo impidió. El infame jefe de la mafia de Metropolis, Bruno Mannheim, se ofreció a financiar a Schott para construir la fábrica de juguetes mientras la usaba en secreto como fachada para una raqueta de números a espaldas de Schott. Cuando la policía descubrió el plan, los gánsteres huyeron, dejando al anciano Schott para ser incriminado por dirigir la operación y encarcelado falsamente durante 10 años por cargos de malversación de fondos. Schott finalmente murió en prisión antes de que pudiera ser puesto en libertad condicional, mientras que Winslow se quedó solo y pasó varios años en hogares de acogida abusivos y negligentes. Cuando llegó a la edad adulta, Winslow se enfermó mentalmente. Haciendo uso de su aptitud natural para la mecánica, decidió compensar su infancia arruinada aterrorizando al mundo y robando dinero para amasar su propia fortuna personal. El Juguetero aparece en dos episodios: "Diversión y juegos" y "Obsesión". Sus planes giraban en torno a Darci, un androide realista creado para ser su compañero, pero también buscó venganza contra Mannheim por maltratar a su padre y a Superman por frustrar sus planes. Aparentemente fue asesinado en "Obsession", aunque continuó haciendo apariciones en otros proyectos de DCAU. Varias escenas de "Diversión y juegos" se utilizaron en la secuencia del título de las tres temporadas de Superman: la serie animada.
  - El Juguetero aparece vivo en el episodio de Static Shock, "Toys in the Hood", con la voz nuevamente de Bud Cort. Habiendo sobrevivido a los eventos de "Obsession", él y Darci aparecieron en Dakota para capturar a la amiga de Static, Daisy, para poder usarla como modelo para el nuevo cuerpo construido por nanites de Darci. Después de que Superman y Static enfrentaron al Juguetero, Darci lo traicionó y trató de escapar, solo para descubrir que había implantado un dispositivo a prueba de fallas programado para que los nanites la destruyeran si alguna vez lo hacía. Darci se derritió mientras el Juguetero fue llevado a la cárcel.
  - En el episodio de la Liga de la Justicia, "Hereafter", El Juguetero (con la voz de Corey Burton) se convirtió en miembro de Escuadrón de Venganza contra Superman. Durante su ataque a Metrópolis, usó una máquina experimental diseñada para parecerse a un robot de juguete gigante capaz de disparar ráfagas de energía desde su "cofre". El Juguetero primero apuntó a transeúntes inocentes antes de intentar destruir a Superman. Cuando el Juguetero intentó pelear a Batman y Wonder Woman, Superman los protegió de la explosión; lo que llevó a todos, incluido al Juguetero, a creer que había sido vaporizado. Más tarde se reveló que Superman había sido enviado a un futuro apocalíptico antes de que finalmente regresara al presente para evitar la catástrofe con la ayuda de un reformado Vándalo Salvaje.
  - En Liga de la Justicia Ilimitada, El Juguetero (nuevamente interpretado por Bud Cort) se convirtió en miembro de la nueva Sociedad Secreta de Grodd. Aparece de manera destacada en el episodio "¡Vivo!", en el que se convierte en el piloto de la nave espacial de la Sociedad Secreta. Cuando estalla una revuelta y divide a los villanos en dos facciones, El Juguetero se defendió y derrotó a Killer Frost con un cabezazo y un yo-yo amañado. En el siguiente episodio y final de la serie "Destroyer", El Juguetero se une a los miembros sobrevivientes de la Sociedad y la Liga de la Justicia para luchar contra las fuerzas de Darkseid con la explosión de dardos Nerf.
- La versión Jack Nimball del Juguetero brevemente aparece en la quinta temporada de The Batman, episodio, "Héroes perdidos" PT. 1, expresado por Richard Green. Se enfrentó a Batman y Superman con sus juguetes armados y guantes de boxeo de alta tecnología, solo para ser noqueado por las bombas. No debe confundirse con El Juguetero, otro personaje creado específicamente para el programa y que comparte su modus operandi basado en juguetes.
- El Juguetero aparece en el episodio de Batman: The Brave and the Bold, "¡La batalla de los superhéroes!", con la voz de John DiMaggio. Cometió un robo hasta que chocó con Superman y Batman. Debido a los obsequios de kryptonita roja que Lois Lane y Jimmy Olsen recibieron sin saberlo de Lex Luthor, Superman se vuelve rebelde y casi mata al Juguetero antes de que Batman lo salve y lo entregue a la policía. Al principio de la serie, un villano llamado Funhaus, que se basó en la versión del Juguetero de Jack Nimball, apareció en "Mayhem of the Music Meister", con la voz de Gary Anthony Williams.
- Un joven Juguetero basado en la versión de la Edad de Plata hace un cameo en el episodio "Intervención" de Young Justice, con la voz de Cameron Bowen. Se enfureció en un soldado de juguete gigante para robar el Primer Banco de Metrópolis solo para ser derrotado por el Blue Beetle.
- Una versión villana y diminuta de Hiro Okamura aparece en el episodio "Play Date" de Justice League Action, con la voz de Ken Jeong.[34] Él y sus juguetes invadieron la Atalaya de la Liga de la Justicia para convertir a Superman, Wonder Woman y Batman en jugadores de videojuegos antes de competir contra Cyborg en un videojuego de la vida real. Durante su batalla, este último pirateó los juguetes del primero para liberar a Superman, Wonder Woman y Batman de su control. El Juguetero intentó escapar, solo para ser atrapado por la Liga de la Justicia usando sus juguetes reprogramados.
- La versión para Android del Juguetero hace un cameo en el episodio de Harley Quinn, "L.O.D.R.S.V.P.", como miembro de la Legión del Mal.
- Una versión adolescente de Winslow Schott aparece en los episodios de DC Super Hero Girls, "#AccordingtoGarth" y "#Powerless", con la voz de Charlie Schlatter.
- Winslow Schott aparece en el episodio de Mis aventuras con Superman, "Two Lanes Diverged", con la voz de Michael Yurchak.[35][36]Esta versión es un anciano propietario de una casa de empeño, experto en robótica y demoliciones, y un viejo amigo de Sam Lane.

#### Acción en vivo
- Una versión diferente del Juguetero llamada Orlich Hoffman aparece en el episodio de Wonder Woman, "The Deadly Toys" interpretado por Frank Gorshin.
- La serie de televisión de acción en vivo de Superboy presentó a un villano parecido al Juguetero llamado Nick Knack. El personaje (interpretado por Gilbert Gottfried) vestía ropa infantil y era un genio de la electrónica. Gottfried apareció en dos episodios y escribió una historia con el personaje de la serie de cómics de Superboy.
- Los elementos del Juguetero aparecieron en Lois & Clark: Las nuevas aventuras de Superman:
  - Un personaje llamado Winslow P. Schott aparece en el episodio navideño "Seasons Greedings" interpretado por Sherman Hemsley. Con un trasfondo similar al post-Crisis Schott en los cómics, creó un juguete que hizo que los niños se volvieran codiciosos y que los adultos actuaran como niños. A diferencia de las versiones anteriores, mostró un amor genuino por los niños y dio vuelta una nueva hoja hacia el final del episodio después de intentar salvar a un niño de un caballo mientras también era salvado por Superman. Solo se le conoce una vez como "un muñeco de juguete" al pasar en la pantalla.
  - Un episodio posterior presentó a un personaje infantil llamado el Juguetero (interpretado por Grant Shaud) que secuestró a niños a través de juguetes que los teletransportó a su escondite debajo de un restaurante de comida rápida. Su verdadera identidad es Harold Kripstly. Después de que Lois Lane fue secuestrada accidentalmente por uno de los juguetes de Harold, pudo atraer la atención de Superman, lo que le permitió salvar a Lois y detener a Harold.
- El Juguetero apareció tres veces en Smallville. En el decimocuarto episodio de la octava temporada de la serie, "Requiem", interpretado por Chris Gauthier, Winslow Schott es representado como un fabricante de los juguetes y ex empleado de Industrias Queen con rencor contra Oliver Queen. Fue un inventor científico en S.T.A.R. Labs que fue contratado por Oliver para trabajar para Industries Queen. Una gran mente, aunque un poco excéntrica, expresó su individualidad llevando juguetes al trabajo. Sin embargo, fue demasiado lejos cuando comenzó a ponerles explosivos, lo que provocó su despido inmediato de la empresa. Más tarde se revela que trabaja para Lex Luthor, desfigurado, parcialmente lisiado y escondido en una base móvil. Habla con Luthor a través de una cámara y un micrófono ocultos en la cabeza de una muñeca de madera, y usa juguetes como la explosión de una cuna de Newton, globos Mylar llenos de gas que noquean y un mono explosivo que hace sonar los platillos. Después de que falló dos veces en matar a Oliver, escapó de la custodia policial. Oliver destruyó la base móvil de Lex con uno de los juguetes del Juguetero para incriminar a Schott, lo que lo obligó a convertirse en un fugitivo. Mientras que Clark Kent se refirió a él como "Toymaker", Schott fue referido principalmente como "Toymaker" y "Juguetito". En el episodio de la novena temporada, "Echo", conocido como El Juguetero por él mismo, Clark, Chloe Sullivan y el Daily Planet, Schott intentó poner a prueba a Clark salvando a un grupo de rehenes que había secuestrado de una bomba, lo que Clark logró. Más adelante en el episodio, intentó matar a Oliver una vez más después de ser incriminado por la desaparición de Lex. Después de que Schott es aprehendido y enfrentado al confinamiento solitario, Tess Mercer visitó a Schott en la cárcel para darle el corazón de John Corben con Kryptonita para que lo estudiara. Este episodio también contó con una versión para Android de Schott. El Juguetero hace su última aparición en el penúltimo episodio de Smallville, "Prophecy". A pesar de estar todavía en la cárcel, creó Marionette Ventures, una organización compuesta por Metallo, Roulette, Dark Archer, La Manta Negra, El Sr. Frío y Solomon Grundy que trabajaba para controlar las propiedades frente al agua de Smallville. El Juguetero fue abordado por Courtney Whitmore con lavado de cerebro y la utilizó para cumplir con las órdenes de su organización. Luego de una serie de fracasos, Clark confrontó al Juguetero y le aseguró que siempre lo detendría.
- El Juguetero ha hecho varias apariciones en el Arrowverso de CW:
  - Juguetes Okamura hizo una aparición en el episodio de Flash, "Running to Stand Still".
  - El Juguetero de Winslow Schott apareció en Supergirl interpretado por Henry Czerny.[37][38][39][40] Hace su primera aparición en el episodio "Childish Things". Más de una década antes de la serie, Winslow Schott intentó matar a su jefe, Chester Dunholz, con una bomba disfrazada de regalo por supuestamente robar sus proyectos. Dunholz sobrevivió, pero en su lugar murieron seis inocentes. Después de enterarse de lo sucedido, su hijo Winslow "Winn" Schott Jr. (interpretado por Jeremy Jordan) nunca lo perdonó por ceder a su ira. Después de que Schott escapó de la prisión en el presente, intentó matar a Dunholz nuevamente, con Winn a su lado después de que lo obligó a unirse, antes de ser finalmente detenido por Supergirl. En el episodio "Schott a través del corazón", Schott falleció, pero su funeral es interrumpido por una bomba en su ataúd. En el episodio "Regreso del futuro" Pt. El 2 de febrero, Winn se encontró con una conciencia digital de su padre, quien le rogó a su hijo que le permitiera ayudar a detener a un villano doble de Winn. De mala gana le permitió ayudar. Una vez que Winn ingresó el código para detener a su contraparte malvada, se eliminan las conciencias de Schott y de Winn alternativo.
  - "Schott Through the Heart" también presentó a una Juguetera en Jacqueline Nimball (interpretada por Brooke Smith), una versión femenina de Jack Nimball. Después de la muerte de Schott, su protegido Nimball envió monos voladores al DEO para apuntar a la exesposa del Juguetero original, Mary y Winn, aunque trabajan con Supergirl para derrotarla.[41]
  - El episodio de dos partes "Regreso del futuro" presentó una versión alternativa de Winn Schott Jr. (también interpretado por Jordan) de una realidad alternativa sin nombre que asumió el papel del Juguetero tras la muerte de su padre y compartió su vendetta con Dunholz. Después de que Brainiac 5 lo liberara de un transporte de la prisión en nombre de Lex Luthor, este Juguetero intentó incriminar a Winn por terrorismo en el futuro al matar a Andrea Rojas con unos tigres blancos robóticos. Mientras Supergirl y el DEO lucharon contra los tigres, Winn se enfrentó a su contraparte villana. El Juguetero murió cuando activó el interruptor del hombre muerto a una bomba que hizo, pero usó lentes de Obsidian Tech para cargarse a sí mismo en las computadoras de la DEO en el último minuto para invadir Internet. Con la ayuda de una copia digital de la conciencia de su padre, Winn pirateó el sistema y eliminó las dos conciencias de los Jugueteros. Como se había unido a la Legión en ese momento, Winn cambió el nombre en clave de su legionario de "Computer Lad" al "Juguetero" en la memoria de su padre y para hacer el bien en nombre del "Juguetero".

### Película
- En el guion no producido de Batman vs. Superman, El Juguetero hace una breve aparición como un criminal reformado que Batman interroga y tortura para localizar al Joker. Cuando son atacados por uno de los artilugios mortales del Joker, Batman escapa por poco, dejando al Juguetero atrapado en una explosión. Su destino no se revela en el guion.[42]
- El Juguetero aparece en Superman: Doomsday, con la voz de John DiMaggio. Como la mayoría de los personajes de esta película, su apariencia difiere de la del DCAU El Juguetero y se lo retrata de una forma más desquiciada y descuidada con una forma gótica. En la película, El Juguetero aparece después de que Superman muere durante una pelea con Doomsday. Juguerero (al que se hace referencia en esta película como Winslow P. Schott) utiliza por primera vez un robot gigante con forma de araña para retener un autobús escolar lleno de niños como rehenes después de robar un banco. Después de que un clon secreto de Superman lo derrota, intenta huir. Aunque la policía lo vuelve a capturar, mata a una niña de cuatro años fuera de la pantalla durante la captura. Al escuchar la noticia, el clon de Superman enojado toma al Juguetero de la policía fuera del departamento de policía y vuela directamente hacia el cielo. El Juguetero dice que tiene derechos y no tenía nada que decir a lo que el clon de Superman respondió con "¿Qué tal un adiós?" y de repente lo deja caer a su muerte desde lo alto de la ciudad. El Juguetero aterriza en un coche de policía en pantalla y su muerte marca el comienzo de la postura más dura del clon de Superman sobre el crimen que el Superman real.
- La versión de Hiro Okamura del Juguetero aparece en Superman/Batman: Enemigos Públicos, con la voz de Calvin Tran. Ayuda a Superman y Batman a encontrar una manera de detener al meteorito de kryptonita. Su resultado es una nave que se parece a Composite Superman. Se demuestra que es muy inteligente en los campos de la ciencia y la tecnología y se dice que tiene un coeficiente intelectual de 210. También se alude a que se comporta de manera hipersexual e inapropiada con Power Girl, que evita su presencia; en un momento, cuando Batman y Superman llegan a su base, Power Girl dice que esperará afuera y cuando entran, El Juguetero les dice que le digan a Power Girl que lamenta las gafas de rayos X mientras toma las gafas apagadas rotas. En otro caso, cuando se le pregunta si su cohete puede detener el meteoro, responde: "¿Power Girl tiene grandes ---?" antes de que Batman lo interrumpa abruptamente.
- La versión de Jack Nimball del Jugueteto aparece en la película animada directa a video JLA Adventures: Trapped In Time, con la voz de Tom Gibis. Aparece como miembro de la Legión del Mal. En esta versión, en realidad es un muñeco de madera viviente como su versión Justice. En el futuro, su historia se olvida ya que su cuerpo está etiquetado como "Tótem desconocido".
- La versión de Jack Nimball del Juguetero aparece en Justice League vs. Teen Titans, con la voz de Steve Blum. Es miembro de la Legión del Mal y lucha contra la Liga de la Justicia junto con Lex Luthor, Cheetah, Solomon Grundy y Weather Wizard en Metrópolis y después de la batalla fueron enviados a la cárcel.
- La versión de Jack Nimball del Juguetero hizo un cameo en Justice League Dark: Apokolips War.

### Videojuegos
- El Juguetero aparece en el videojuego DC Universe Online, con la voz de Matt Hislope.
- En Batman: Arkham Origins Blackgate al completar el caso de detectives llamado "Ground Zero", se revela que el Juguetero era un preso dentro de la Penitenciaría de Blackgate hasta que fue chantajeado por alguien fuera de la prisión (implicado que era Amanda Waller), quien pasó de contrabando en un brazalete explosivo y lo ató a su brazo. Se afirma que El Juguetero fue asesinado cuando intentó quitarse el brazalete, pero esto probablemente sea un error de continuidad considerando que este juego tiene lugar antes de los eventos de Batman: Arkham City, a menos que existan diferentes Juguetes en este universo.
- El Juguetero aparece como un personaje jugable en Lego Batman 3: Beyond Gotham, con la voz de Nolan North.
- El Juguetero aparece como un personaje jugable en Lego DC Super-Villains, con la voz de Corey Burton.

### Varios
- El Juguetero aparece en el número 2 de los cómics de Batman: The Brave and the Bold. También aparece la versión de Hiro Omakura.
- La versión del Juguetero de Hiro Okamura aparece en el podcast Catwoman: Queen of Thieves.[43] No se refieren a él como El Juguetero pero, según el programa, había ayudado a Catwoman a robar cosas inventando dispositivos.
- El Juguetero aparece en varios segmentos de Robot Chicken DC Comics Special, con la voz de Seth Green. Se le ve principalmente con la Legión del Mal.